# PGE Energetyka Kolejowa

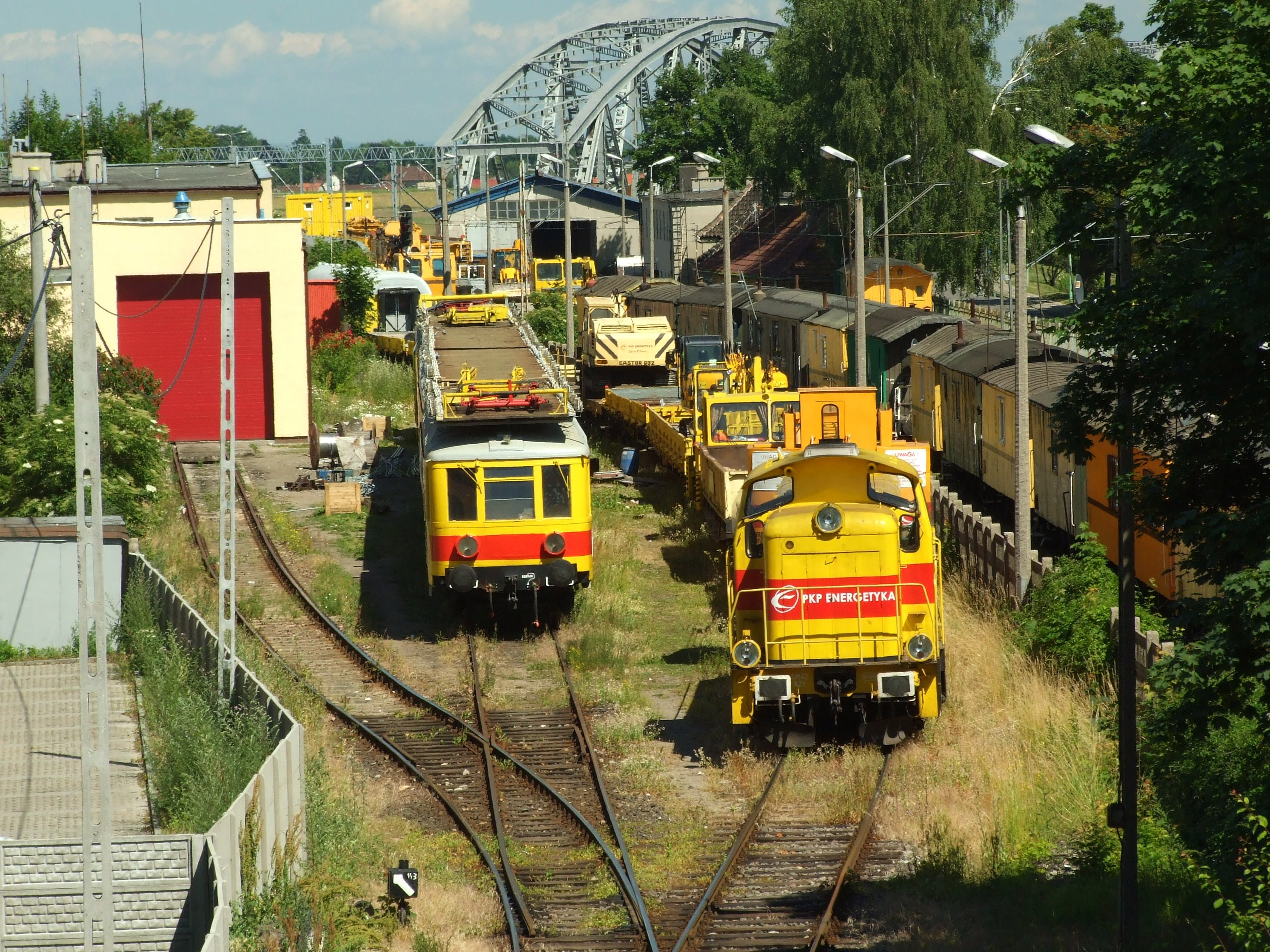
Tabor kolejowy PKP Energetyka w Tczewie, w głębi most w Tczewie

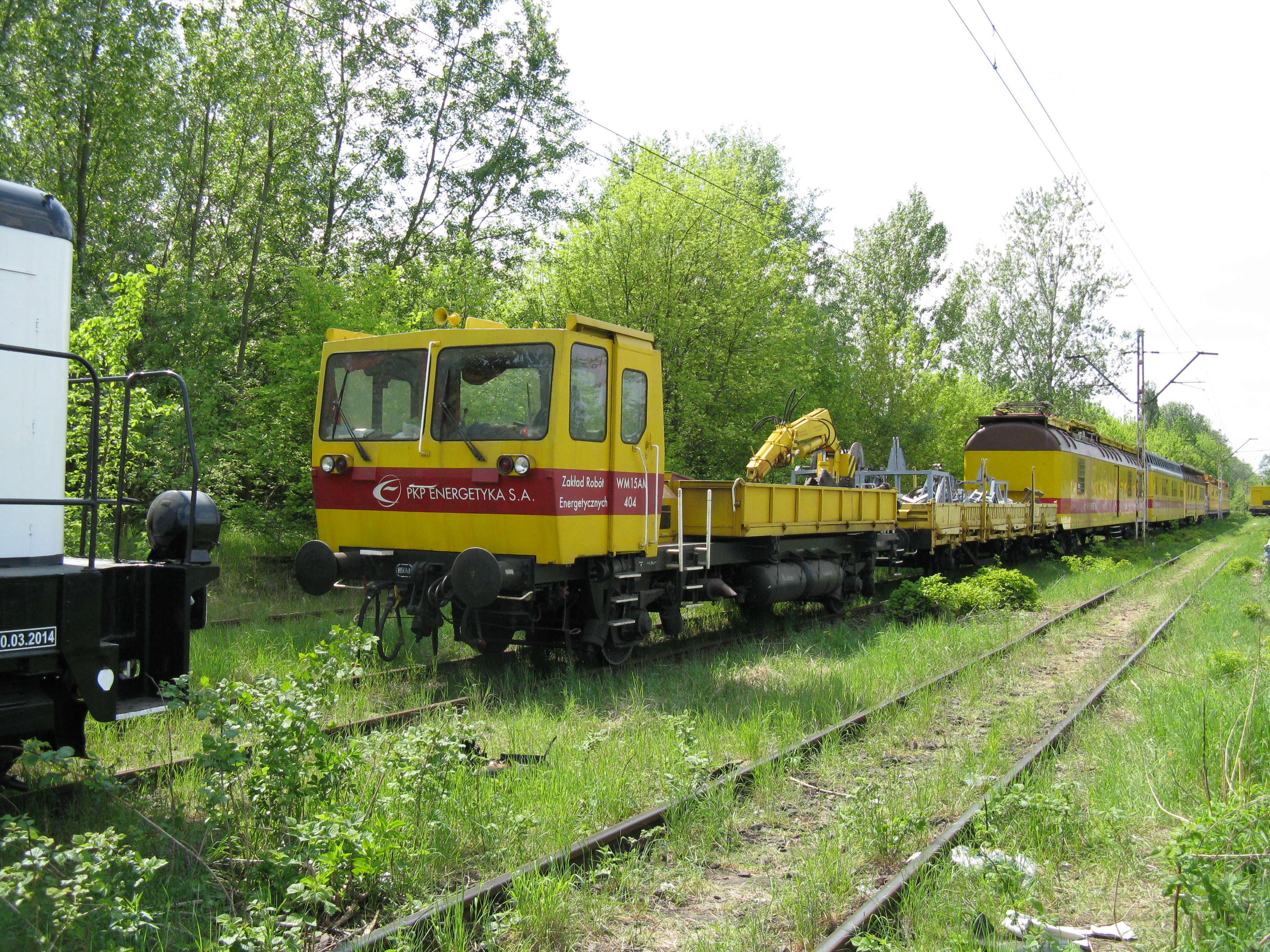
Drezyna robocza WM15AM-404 należąca do PKP Energetyka stoi na bocznych torach stacji towarowej Warszawa Główna Towarowa

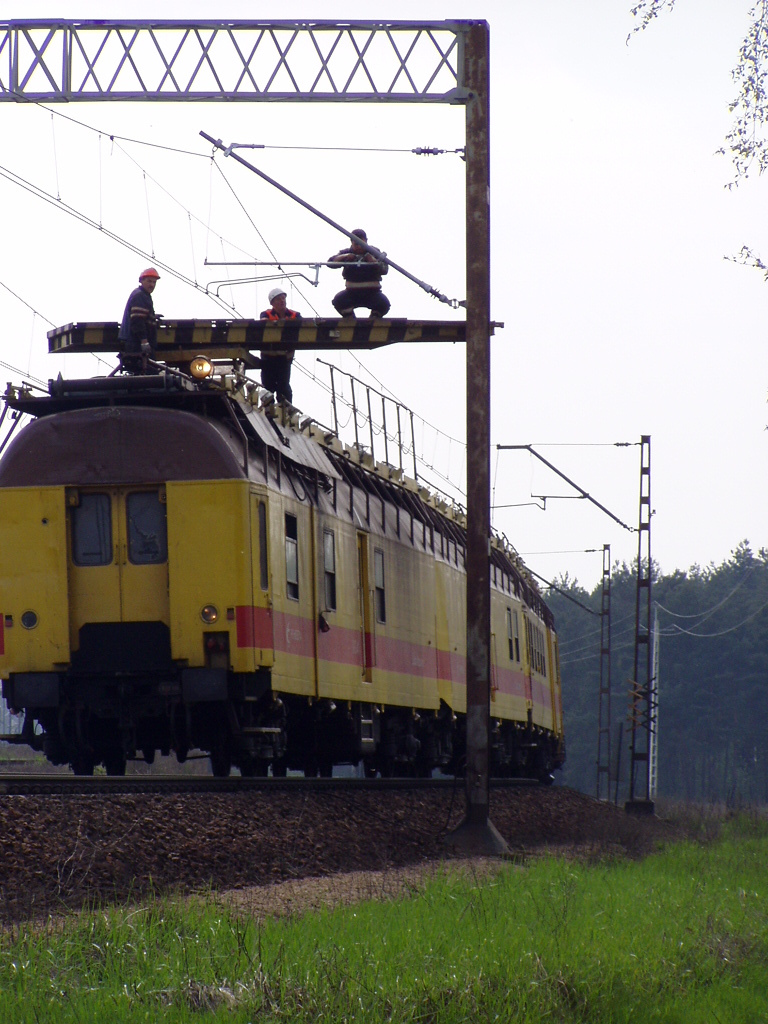
Pociąg sieciowy spółki PKP Energetyka na linii PKP Warszawa–Poznań pod Łowiczem. Polska sieć trakcyjna dla napięcia = 3000 V: ma dwa przewody jezdne na osobnych wieszakach przesuniętych względem siebie o pół pola, zawieszonych na jednej linie nośnej. Przy słupach trakcyjnych zawieszenie pośrednie

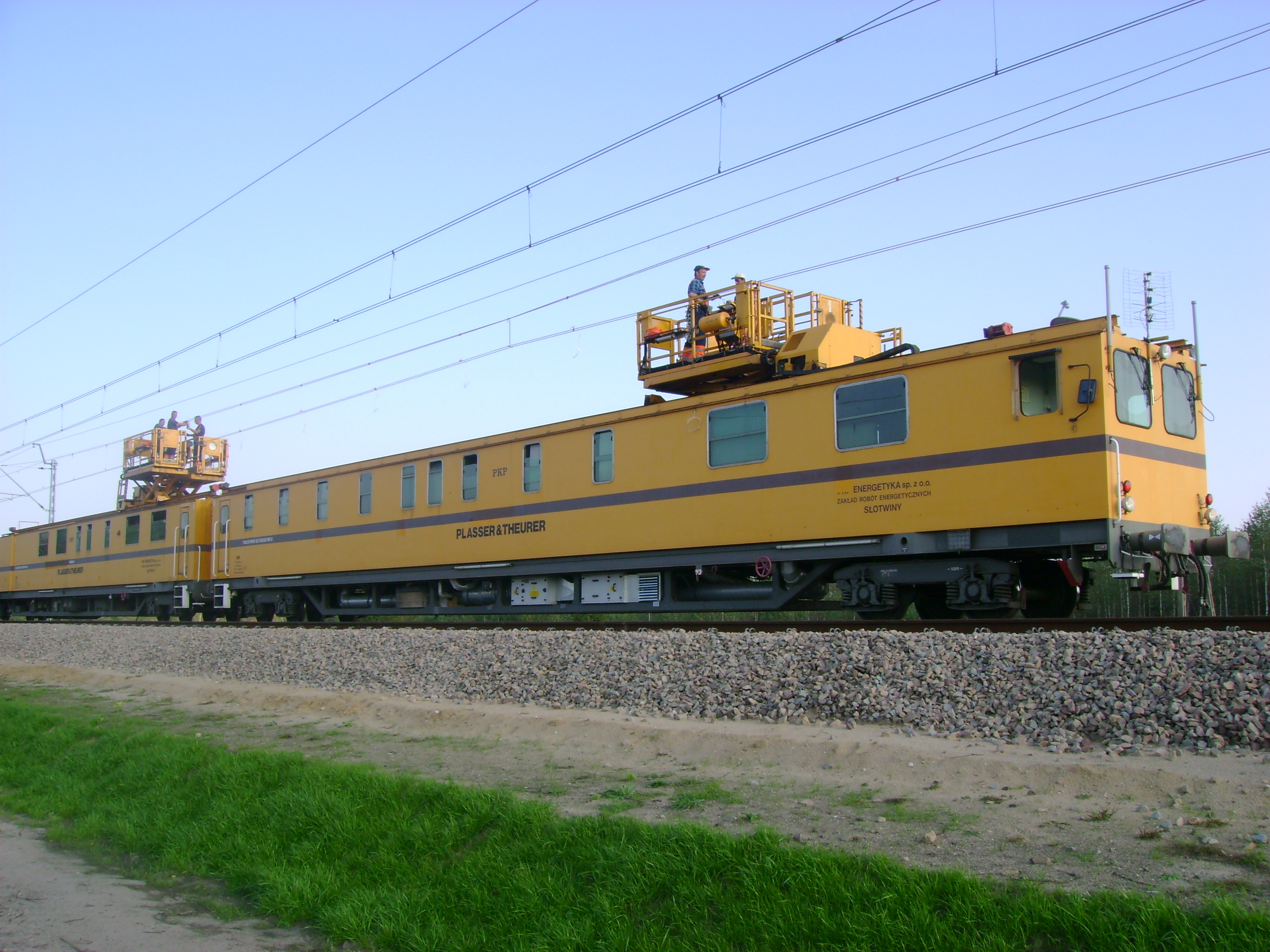
Pociąg trakcyjny (sieciowy) Zakładu Robót Energetycznych w Słotwinach, używany do remontów sieci trakcyjnej na trasie Międzyrzec Podlaski – Biała Podlaska

PGE Energetyka Kolejowa, do 2023  PKP Energetyka – spółka infrastrukturalna i sprzedawca energii, operator systemu dystrybucji energii. 
Przedsiębiorstwo zostało utworzone pod firmą PKP Energetyka przez wydzielenie zorganizowanej części przedsiębiorstwa w postaci Dyrekcji Elektroenergetyki Kolejowej z Polskich Kolei Państwowych.
PGE Energetyka Kolejowa jest dostawcą energii elektrycznej niezbędnej do zasilania sieci trakcyjnej PKP PLK prądem stałym o napięciu 3,3 kV, a także utrzymuje i modernizuje urządzenia elektryczne na sieci trakcji kolejowej – jest operatorem ponad 500 podstacji trakcyjnych i blisko 400 kabin sekcyjnych. Zasila także liniami potrzeb nietrakcyjnych (LPN) obiekty należące do PKP PLK takie jak: nastawnie, dworce i inne obiekty automatyki kolejowej oraz odbiorców indywidualnych.

## Historia[4]
- 1936 – inauguracja ruchu elektrycznego na linii Otwock – Warszawa – Pruszków.
- 1937 – elektryfikacja innych linii Warszawskiego Węzła Kolejowego.
- 1945-1952 – odbudowa zniszczonych w trakcie działań wojennych linii kolejowych Warszawskiego Węzła Kolejowego.
- 1952-1994 – elektryfikacja linii kolejowych (około 11 400 kilometrów).
- 1990 – rozpoczęcie świadczenia usług energetycznych w ramach PKP.
- 2001 – powstanie spółki PKP Energetyka S.A.
- 2010 – rozwój działalności i przygotowanie do prywatyzacji przedsiębiorstwa.
- 2014 – otrzymanie uprawnień do obrotu gazem.
- 25 września 2015 – spółka została kupiona[5] od PKP S.A. przez Fundusz CVC za pomocą Sp. z o.o. Caryville Investments za 1410 mln zł[6].
- 16 września 2016 – Grupa PKP poinformowała, że do sądu trafił wniosek o stwierdzenie nieważności prywatyzacji spółki PKP Energetyka[7].
- 28 grudnia 2022 – PGE Polska Grupa Energetyczna podpisała z Funduszem CVC przedwstępną umowę kupna 100% akcji spółki PKPE Holding sp. z o.o. będącej właścicielem 100% akcji PKP Energetyka S.A.[8].
- 7 lutego 2023 – PGE Polska Grupa Energetyczna złożyła wniosek do Urzędu Ochrony Konkurencji i Konsumenta (UOKiK) o wyrażenie zgody na przejęcie 100% PKP Energetyka S.A. od funduszu CVC[9].
- 3 kwietnia 2023 – PGE Polska Grupa Energetyczna nabyła od Funduszu CVC 100% akcji spółki PKPE Holding sp. z o.o. tym samym zamykając transakcję kupna spółki PKP Energetyka S.A. i kończąc proces jej renacjonalizacji[10].
- 4 kwietnia 2023 – zmiana nazwy spółki z PKP Energetyka na PGE Energetyka Kolejowa[11] (została wpisana do KRS 27 kwietnia tego samego roku)[12][13].

## Działalność
Spółka koncentruje swoją działalność na sprzedaży energii elektrycznej dla klientów biznesowych oraz energii i paliw dla przewoźników kolejowych. Dzięki własnej sieci przesyłowo-rozdzielczej na terenie całego kraju ponad połowa sprzedanego wolumenu energii elektrycznej trafia do odbiorców spoza kolei.
Spółka posiada koncesje na:
1. obrót energią elektryczną;
2. dystrybucję energii elektrycznej;
3. obrót paliwami, w tym od 1 lipca 2014 posiada taryfę na obrót gazem;
4. oraz licencję przewoźnika kolejowego (identyfikator literowy – PKPE[15]).

Spółka ponadto m.in. prowadzi produkcję słupów trakcyjnych i osprzętu sieciowego, świadczy usługi elektroenergetyczne, usługi przewozowe.
PGE Energetyka Kolejowa posiada umowy na sprzedaż energii elektrycznej m.in. dla PKP Intercity, PKP Cargo, Polregio, Szybkiej Kolei Miejskiej w Warszawie, Szybkiej Kolei Miejskiej w Trójmieście, Kolei Mazowieckich, Kolei Śląskich, Kolei Małopolskich, Kolei Dolnośląskich, Łódzkiej Kolei Aglomeracyjnej, Kolei Wielkopolskich i Lotos Kolej.
Spółka jest członkiem Związku Pracodawców Kolejowych.

### Struktura spółki
Struktura organizacyjna spółki obejmuje Centralę, Pion Sprzedaży oraz oddziały:
- Oddział Paliwa (obrót paliwami płynnymi)
- Oddział Obrót (obrót energią elektryczną)
- Oddział Dystrybucja (dystrybucja energii elektrycznej)
- Oddział Usługi, któremu od 1 czerwca 2020 r. podlegają zakłady:

1. Zakład Mazowiecki w Warszawie
2. Zakład Północny w Sopocie
3. Zakład Południowy w Krakowie
4. Zakład Zachodni w Poznaniu
5. Zakład Dolnośląski we Wrocławiu

Każdy zakład terytorialnie podzielony jest na mniejsze jednostki – sekcje. Są to komórki zajmujące się bezpośrednio utrzymaniem urządzeń elektroenergetycznych, podstacji trakcyjnych i sieci trakcyjnej:
- sekcje elektroenergetyczne – zajmujące się utrzymaniem urządzeń energetyki nietrakcyjnej – czyli linii przesyłowych, stacji transformatorowych, oświetlenia oraz instalacji elektrycznych w budynkach,
- sekcje elektrotrakcyjne – zajmujące się utrzymaniem kolejowej sieci trakcyjnej,
- sekcje zasilania elektroenergetycznego – zajmujące się utrzymaniem urządzeń energetyki nietrakcyjnej, podstacji trakcyjnych i sieci trakcyjnej oraz zajmujące się pomiarami elektrycznymi, pomiarami kabli elektroenergetycznych N/N, W/N i innych pomiarów urządzeń elektrycznych, transformatorów, sprzętu dielektrycznego i elektronarzędzi.
- sekcje naprawczo-pomiarowe – specjalistyczne jednostki zajmujące się pomiarami kabli elektroenergetycznych, transformatorów, sprzętu dielektrycznego i elektronarzędzi, świadczące usługi pogotowia energetycznego, montażu słupów sieci trakcyjnej itp.
- sekcja produkcyjno-naprawcza – zajmuje się produkcją słupów trakcyjnych i osprzętu sieciowego.
- Inne spółki zależne od PKPE:
  - Elester-PKP